# 2,3-Vitigovo preuređivanje
[2,3]-Vitigovo preuređivanje je transformacija alilnog etra u homoalilni alkohol putem usklađenog, pericikličnog procesa. Pošto je reakcija usklađena, ona pokazuje visok stepen stereokontrole i može se koristiti rano u sintetičkom putu za uspostavljanje stereohemije. Vitigovo preuređenje zahteva veoma bazne uslove, pošto je karbanjon intermedijer neophodan. [1,2]-Vitigovo preuređenje je kompetitivni proces.

## Uvod
[2,3]-Sigmatropna preuređivanja se dešavaju za različite grupe X i Y (vidi ispod). Kada je X karbanjon, a Y alkoksid, preuređenje se naziva [2,3]-Vitigovo preuređenje i proizvodi su pent-1-en-5-oli. [1,2]-Vitigovo preuređenje, koje proizvodi izomerne pent-5-en-1-ole, je kompetitivni proces koji se odvija na visokim temperaturama. Zbog velike ekonomičnosti atoma i stereoselektivnosti [2,3]-preuređivanja, stekao je značajnu sintetičku zastupljenost. Karbanjon se stvara direktnom litijacijom umereno kiselih supstrata, transmetalacijom kalaja ili reduktivnom litijacijom O,S-acetala. Stereoselektivne metode koje koriste hiralne početne materijale su korišćene da bi se izvršila asimetrična indukcija ili jednostavna dijastereoselekcija.
(1)

## Mehanizam i stereohemija

### Preovlađujući mehanizam
Nakon formiranja karbanjona, [2,3]-Vitigovo preuređenje je brzo i selektivno na niskim temperaturama. Međutim, ako se dozvoli da reakciona smeša dostigne temperature iznad -60 °C, [1,2]-preuređenje postaje konkurentno.
(2)
Postulirano prelazno stanje poseduje petočlanu strukturu nalik omotaču. Grupa vezana za karbanjon (G) može zauzeti ili pseudoekvatorijalni ili pseudoaksijalni položaj, iako je prvi obično poželjniji. Veliki supstituenti na drugoj strani etarskog kiseonika preferiraju da zauzimaju egzo poziciju (RE) da bi izbegli A1,3 naprezanje. Ova ograničenja dovode do preferencije za sin proizvod od (Z) izomera i anti proizvoda iz (E) izomera; međutim, poznati su izuzeci od ovog pravila.
(3)

### Stereoselektivne varijante
Stereoselektivne varijante [2,3]-Vitigovog rearanžmana su koristile tri strategije: dijastereoselekciju zasnovanu na postojećem, uspostavljenom stereocentru, postavljanje hiralnog pomoćnog sredstva na početni materijal na čiju konfiguraciju reakcija ne utiče i upotreba hiralne baze. Relativna strategija dijastereoselekcije dobro funkcioniše samo za ograničen broj G grupa, ali obično rezultira visokim prinosima jer nijedna hiralna pomoćna grupa ne treba da bude uklonjena ili modifikovana. Stereocentar naspram karbanjona obično mora biti tercijaran (a ne kvartarni) da bi se nametnulo postavljanje najvećeg supstituenta u RE poziciju.
(4)
Pristup asimetrične indukcije se oslanja na stereocentre koji su već postavljeni u polaznom materijalu na koje reakcija ne utiče (hiralni pomoćni elementi). Najveći uspeh je postignut stavljanjem ovih stereocentra ili u G grupu ili u supstituent vezan za kraj dvostruke veze. Dijastereomerni odnosi veći od 90:10 su uobičajeni za ove reakcije; međutim, uklanjanje hiralne pomoćne supstance je ponekad teško.
(5)
Upotreba hiralnih baza je dala enantioobogaćene proizvode preuređivanja u nekoliko slučajeva, iako se čini da ovaj metod nije uopšten. Enantioselektivnost u ovim reakcijama je često niska, što sugeriše da je veza između konjugovane kiseline i preuređenog karbanjona verovatno slaba.
(6)